# Ommata durantoni
Ommata durantoni là một loài bọ cánh cứng trong họ Cerambycidae.